# Nemobiopsis gundlachi
Nemobiopsis gundlachi är en insektsart som beskrevs av Bolívar, I. 1890. Nemobiopsis gundlachi ingår i släktet Nemobiopsis och familjen syrsor. Inga underarter finns listade i Catalogue of Life.